# Samuel Dumoulin
Samuel Dumoulin, född 20 augusti 1980 i Vénissieux, är en fransk proffscyklist sedan 2002. Samuel Dumoulin är en av de kortaste cyklisterna i proffsklungan med sina 159 cm. Han väger 57 kilo. Han bor numera i Le Bourget du Lac i departementet Savoie. Dumoulin är mest känd som en spurtare.

## Karriär
Samuel Dumoulin blev professionell med Jean Delatour 2003, men innan dess hade han tävlat i amatörlaget Vélo club de Vaulx-en-Velin i vilkas kläder han vann det franska amatörscyklist mästerskapen 1996 framför Jérôme Boeffard och Eric Berthou. Han vann också Paris-Tours espoirs och Paris-Auxerre 2001. 
Dumoulin cyklade för det franska stallet Ag2r Prévoyance mellan 2004 och 2007. Under Tour de France 2004 kolliderade Dumoulin med en hund och han var tvungen att bryta loppet. Det tog runt fyra månader för honom att komma tillbaka efter den olyckan och han tävlade ingenting mer under säsongen 2004.
Under säsongen 2006 vann han den franska tävlingen Route Adélie de Vitré. I mars 2007 slutade han trea på etapp 5 av Paris-Nice efter Jaroslav Popovytj och Francisco José Ventoso.
Han valde senare att gå vidare till ett annat franskt UCI ProTour-stall Cofidis - le Crédit par Téléphone där han tävlat sedan 2008.
Samuel Dumoulin tog sin dittills största seger i karriären när han vann etapp 3 av Tour de France 2008 efter att ha varit med i en utbrytning större delen av dagen tillsammans med William Frischkorn, Romain Feillu och Paolo Longo Borghini. I september tog han sin andra seger år 2008 när han vann etapp 2 på Tour du Poitou Charentes et de la Vienne. Han vann också den femte etappen framför Thomas Voeckler under det franska etapploppet.
I februari 2009 slutade han trea på Gran Premio dell'Insubria. Dumoulin blev utsedd till den mest offensive cyklist på etapp 3 av Tour de France 2009. Samuel Dumoulin vann etapp 2 av Tour du Limousin framför Romain Feillu och Sébastien Chavanel. Senare under säsongen slutade han på nionde plats på GP Ouest France bakom Simon Gerrans, Pierrick Fédrigo, Paul Martens, Anthony Roux, Daniel Martin och Luis León Sánchez.
Han började säsongen 2010 med en seger på den första etappen av La Tropicale Amissa Bongo. Några dagar senare slutade han på tredje plats i Grand Prix d'Ouverture La Marseillaise. Följande vecka vann han den tredje etappen och den totala ställningen i Étoile de Bessèges. I februari vann han Gran Premio dell'Insubria framför spanjoren Jose Joaquin Rojas och den irländska cyklisten Nicolas Roche.
Under säsongen 2011 vann fransmannen två etapper på Katalonien runt. Han vann också etapper i de franska tävlingarna Étoile de Bessèges och Tour du Haut Var.
I slutet av januari 2012 tog Samuel Dumoulin segern i Grand Prix d'Ouverture La Marseillaise framför Marco Marcato och Arthur Vichot.

## Meriter
2001
Paris-Tours (U23)
2002
Prix d'Armorique
Etapp 4, Tour de l'Avenir
2003
Tour de Normandie
Tro Bro Leon
Etapp 4, Tour de l'Avenir
Etapp 10, Tour de l'Avenir
2004
Tro Bro Leon
2005
Etapp 2, Critérium du Dauphiné Libéré
Etapp 2, Tour du Limousin
2006
Route Adélie de Vitré
2008
Etapp 3, Tour de France 2008
Etapp 2, Tour du Poitou Charentes et de la Vienne
Etapp 5, Tour du Poitou Charentes et de la Vienne
Etapp 2, Tour du Limousin
2009
Poängtävlingen - Katalonien runt
Etapp 2, Tour du Limousin
2010
Étoile de Bessèges
Etapp 3, Étoile de Bessèges
Etapp 1, La Tropicale Amissa Bongo
Etapp 6, Katalonien runt
Etapp 3, Circuit de la Sarthe
Gran Premio dell'Insubria-Lugano
2011
Etapp 5, Katalonien runt
Etapp 7, Katalonien runt
Etapp 3, Étoile de Bessèges
Etapp 1, Tour du Haut Var
2012
Grand Prix d'Ouverture La Marseillaise
2013
Grand Prix de Plumelec
2015
La Drôme Classic
2016
Roue tourangelle
Grand Prix de Plumelec
Boucles de l'Aulne

## Lag
- Jean Delatour 2002–2003
- Ag2r Prévoyance 2004–2007
- Cofidis - le Crédit par Téléphone 2008–